# Congreso de Economía Feminista
El Congreso de Economía Feminista es el encuentro de referencia en el Estado Español y en castellano en economía feminista que se celebra desde 2005.
La economía feminista es un enfoque al análisis económico que ha hecho contribuciones de peso hasta la fecha. El análisis de la teoría feminista del modelo económico, y la globalización; el cuestionamiento del “homo economicus”; la concepción de aquello económico, y la alienación del sistema económico, con poner la sostenibilidad de la vida, y la provisión de necesidades, en el centro del sistema económico; el equilibrio entre el sistema productivo y reproductivo; el sistema y distribución de los cuidados; la sostenibilidad medioambiental; la democratización económica de la organización empresarial y la transversalidad de género en las instituciones públicas y las políticas económicas, entre otras.

## Ediciones
El VIII Congreso de Economía Feminista se celebró por primera vez en Barcelona del 16 al 18 de marzo de 2023, tras un rico recorrido previo. Tras las ediciones de Bilbao 2005, Zaragoza 2007, Baeza 2009, Carmona 2013, Vic 2015, Valencia 2019 y Bilbao 2021. En 2011 se celebró un seminario-taller y en 2017 una jornada de economía feminista en Madrid. Tres seminarios previos al VIII Congreso tuvieron lugar en la primavera de 2022 y se llevó a cabo un ejercicio de recuperación de memoria de los Congresos, creando un archivo en la web que los documenta.
El primer Congreso surgió a raíz de la afinidad entre investigadoras participantes del Congreso de economía crítica. 

## VIII Congreso de economía feminista 2023
El VIII Congreso de 2023 - primero celebrado con participación presencial tras la pandemia del COVID y tras la expansión de la digitalización que ésta favoreció - tuvo como tema articulador la digitalización de la economía y la vida. El lema fue #Economía #Digital #Feminista para abrir un debate en torno al encuentro de la confluencia, el contraste y la cocreación de las múltiples combinatorias alrededor de la transformación económica, las aportaciones feministas y la digitalización, favoreciendo el debate, el encuentro y la cocreación entre aproximaciones y trayectorias diversas y plurales.
El VIII Congreso congregó en torno a 500 personas, entre participantes presenciales y virtuales. La edición anterior al Congreso de Bilbao se celebró virtualmente, y la edición de Barcelona quiso dar continuidad a la participación virtual para favorecer la accesibilidad al mismo y la creación de lazos y participación con otros países, sobre todo de Latinoamérica (Abya Yala). La VIII edición contó con participantes de 50 países, favorecido por la celebración de un evento en paralelo de lanzamiento de la red paneuropea del programa COST Action P-WILL, sobre enfoques desde el feminismo interseccional a la economía de plataformas digitales. Las redes de ciudades Trenzando Cuidados y la Microred de presupuestos y fiscalidad también se encontraron en el Congreso. 
El evento tuvo lugar en la Nau Bostik, un emplazamiento cargado de simbolismo, de una nave industrial situada en la periferia de la ciudad de Barcelona, hoy reconvertida tras la movilización ciudadana en centro social y espacio de experimentación cultural. 

## Asistentes
- Flora Partenio, activista feminista argentina e integrante de la Red de Feministas del Sur Global DAWN
- Tiziana Terranova, experta en el impacto de la tecnología en la sociedad y profesora de la Universidad de Nápoles
- Yayo Herrero, antropóloga, profesora y activista ecofeminista
- Rafaela Pimentel, portavoz del colectivo de trabajadoras del hogar y de cuidados Territorio Doméstico
- Alex Hache, ciberfeminista y miembro de Donestech
- Sasha Costanza-Chock investigadore y diseñadore con foco en movimientos sociales en las redes y justicia en los procesos de diseño
- Joana Varon, fundadora y directora del colectivo feminista Coding Rights
- Catherine D’Ignazio, directora del Data + Feminism Lab (MIT)
- Paula Guerra Cáceres, activista antirracista, miembro de AlgoRace. (Des) racializando la IA
- Carmen Castro, economista, activista feminista e integrante de la Cátedra de Economía Femnista de la Universidad de Valencia (España) y asesora de políticas públicas.
- Ana Isabel Arenas, economista, activista feminista e integrante de la Mesa de Economía Feminista de Bogotá (Colombia)
- Raquel Coello, economista feminista, especialista en políticas de empoderamiento económico de las mujeres en ONU Mujeres -América Latina y El Caribe.
- Ofir Muñoz, Subsecretaría de los Derechos de las Mujeres, municipalidad de Cali e integrante de la red de ciudades por sistemas de cuidados
- Alison Vascónez, profesora de economía feminista y especialista en derechos económicos de las mujeres en ONU Mujeres (Ecuador)
- Alba Carosio, coordinadora de la Red latinoamericana Mujeres Transformando la Economía (REMTE)

## Lectura adicional
- Benería, Lourdes; Stimpson, Catharine R. (1987). Women, households, and the economy. New Brunswick NJ, USA: Rutgers University Press. ISBN 9780813512648.
- Benería, Lourdes (1982). Women and development - the sexual division of labor in rural societies: a study. Nueva York, NY, USA: Praeger. ISBN 9780030618024.
- Benería, Lourdes (1987). The crossroads of class & gender: industrial homework, subcontracting, and household dynamics in Mexico City. Chicago, IL, USA: University of Chicago Press. ISBN 9780226042329.
- Benería, Lourdes; Feldman, Shelley (1992). Unequal burden: economic crises, persistent poverty, and women's work. Boulder, CO, USA: Westview Press. ISBN 9780813382296.
- Benería, Lourdes; Bisnath, Savitri (2001). Gender and development: theoretical, empirical, and practical approaches. Cheltenham, UK y Northampton, MA, USA: Edward Elgar Pub. ISBN 9781840641943.
- Benería, Lourdes (2003). Gender, development, and globalization: economics as if all people mattered. Nueva York, NY, USA: Routledge. ISBN 9780415927079.
- Benería, Lourdes; Bisnath, Savitri (2004). Global tensions: challenges and opportunities in the world economy. Nueva York, NY, USA: Routledge. ISBN 9780415934411.
- Benería, Lourdes; Permanyer, Iñaki (2010). The measurements of socio-economics gender inequality revisited. Oxford, UK y Malden, MA, USA: Blackwell Publishing.
- Benería, Lourdes; May, Ann Mari; Strassmann, Diana L. (2011). Feminist economics. Cheltenham, UK y Northampton, MA, USA: Edward Elgar. ISBN 9781843765684.
- Carrasco, C. (2006). La economía feminista: una apuesta por otra economía.[18]
- Carrasco, C. (2009). Mujeres, sostenibilidad y deuda social. Revista de educación, (1), 169-191.[19]
- Carrasco, C. (2011). La economía del cuidado: planteamiento actual y desafíos pendientes. Revista de Economía Crítica, nº11, primer semestre 2011, ISSN: 2013-5254.[20]
- Carrasco, C. No es una crisis, es el sistema.[21]
- Carrasco, C. (2012). El cuidado como eje vertebrador de una nueva economía. Cuadernos de Relaciones Laborales. Vol. 31, Núm. 1 (2013) 39-56.[22]
- Carrasco, C. (2014). Economía, trabajos y sostenibilidad de la vida. Sostenibilidad de la vida, 28.[23]
- Carrasco, C. (2016). Sostenibilidad de la vida y ceguera patriarcal. Una reflexión necesaria. ATLÁNTICAS – Revista Internacional de Estudios Feministas, 2016, 1, 1, 34-57.[24]
- Coello. R. (2013). Cómo trabajar la economía de los cuidados en la cooperación para el desarrollo. Sevilla: Doble B Diseño
- Tudela, Rodríguez, García, & Salguero. (2013). Una economía de mucho cuidado: Un acercamiento a la economía de los cuidados. Granada: Economía sin Fronteras.
- (2019) Gálvez Muñoz, Lina y Del Moral Espín, Lucía (Eds. ). Infancia y Bienestar: una apuesta política por las capacidades y los cuidados. DeCulturas. Sevilla. ISBN 978-84-949093-0-6
- (2017) Nuñez Seixas, J.M.; Gálvez Muñoz, L. & Muñoz Soro, J. (2017), España en democracia, 1975-2011, Vol.10. Historia de España (J. Fontana & R. Villares Eds. ) Barcelona/Madrid; Crítica/Marcial Pons. ISBN 978-84-17067-43-4
- (2016) Gálvez Muñoz, L. (Dir.), La Economía de los cuidados, Editorial DeCulturas, Sevilla. ISBN 978-84-943426-2-2
- (2013) Gálvez, L., Rodríguez, P., Agenjo, A., Domínguez, M., El trabajo de cuidados de mujeres y hombres en Andalucía. Medición y valoración. IAM, Sevilla. ISBN 978-84-695-8563-4 [25]
- (2013) Gálvez, L., Rodríguez, P., Agenjo, A., Domínguez, M., El trabajo informal de las mujeres en las empresas familiares en Andalucía. IAM, Sevilla ISBN 978-84-695-8564-1 [26]
- (2010) Gálvez Muñoz, L. & Torres López, J., Desiguales, Mujeres y Hombres en la crisis financiera, Icaria, Barcelona, 160 pags. ISBN 9788498882346
- (2010) Gálvez Muñoz, L. & Matus López, M., Trabajo, Bienestar y Desarrollo de las Mujeres en el Ámbito Rural Andaluz, IAM, Sevilla, 171 pags.[27]
- (2008) Gálvez Muñoz, L., Estadísticas Históricas del Mercado de Trabajo en Andalucía, siglo XX, Instituto de Estadística de Andalucía, Sevilla. 1- 398, 398 pags.
- (2002): Jones, G.G. y Gálvez Muñoz, L. (Eds.), Foreign Multinationals in the United States. Management and Performance, Routledge, London, 256 pags.
- (2000): Gálvez Muñoz, L., Compañía Arrendataria de Tabacos. Cambio Tecnológico y Empleo Femenino, 1887-1945, Lid Editorial, Madrid, 399 pags. ISBN 9788488717313
- (2019) Martínez-Jiménez, L; Gálvez-Muñoz, L., “We (all) can’t have it all: demystifying celebrity motherhood in the face of precarious lives”. Feminist Media Studies 19 (5), 756-759
- (2016) Gálvez-Muñoz L.; Rodríguez-Modroño, P., “A gender analysis of the great recession and “austericide” in Spain”. Revista Crítica de Ciências Sociais- Critical Review on Social Sciences, 111, 2016, pp.133-152. ISSN 0254-1106.[28]
- (2015) Addabbo T., Rodríguez P. & Gálvez-Muñoz L., “Young people living as couples: How women's labour supply is adapting to the crisis. Spain as a case study”. Economic Systems, vol. 39, issue 1, 27-42.[29]
- (2013) Gálvez-Muñoz L. y Rodríguez-Modroño P.  “El empleo de las mujeres en la España democrática y el impacto de la Gran Recesión". Áreas Revista Internacional de Ciencias Sociales, 32: 105-123. ISSN 1989-6190.[30]
- (2000) Gálvez Muñoz, L.,“Género y Cambio Tecnológico: Rentabilidad Económica y Rentabilidad Política de la Gestión Privada del Monopolio de Tabacos, 1887-1945”, Revista de Historia Económica, año XVIII, n.1, Premio Ramón Carande 1999, pp.11-48.